# Éric Ledune
Éric Ledune, né le 1er octobre 1963 à Etterbeek (Bruxelles), est un cinéaste et artiste plasticien multi-disciplinaire belge, actif également en vidéo, photographie, peinture, dessin et illustration graphique.

## Biographie
Éric Ledune est diplômé en illustration en 1989 de l'École supérieure des Arts plastiques et visuels de Mons (ESAPV).
Il enseigne le cinéma d'animation à Arts au Carré à Mons (École supérieure des arts) et à l'École des arts de Braine-l'Alleud où il est responsable de l'atelier de dessin et de recherches graphiques et picturales. 
Éric Ledune est connu pour être l'auteur-réalisateur de courts métrages multi-primés en festivals. En 2017, il remporte le Magritte du meilleur court métrage d'animation pour son film Pornography. En vidéo, il réalise plusieurs installations.
Ses œuvres ont été exposées dans de nombreuses expositions, tant personnelles que collectives.
Éric Ledune, qui a vécu la majeure partie de sa jeunesse à Mouscron (province de Hainaut), vit actuellement à Houdeng-Gœgnies, près de Mons.

## Filmographie partielle

### Courts métrages d'animation
- 1994 : Procession et caetera
- 1998 : Haïku
- 2001 : Bayan Bana Bak Bayan
- 2003 : Déjà vu
- 2007 : Do-it-yourself
- 2016 : Pornography

## Distinctions

### Récompenses
- 2008 : Festival international du court métrage de Clermont-Ferrand : prix de la presse Lab Competition pour Do-it-yourself
- 2017 : Magritte du cinéma : Magritte du meilleur court métrage d'animation pour Pornography

### Nominations
- 2004 : Festival international du film d'animation d'Annecy : Cristal du court métrage pour Déjà vu
- 2007 : Festival international du film d'animation d'Annecy : Cristal du court métrage pour Do-it-yourself